# SKF
AB SKF (по-русски СКФ) — шведская интернациональная машиностроительная компания, крупнейший в мире производитель подшипников, систем смазки и мехатроники. Штаб-квартира компании расположена в Гётеборге.

## История
Основана в 1907 году шведским инженером и изобретателем Свеном Вингквистом и промышленником Акселем Карландером. К 1910 году компания насчитывала уже 325 сотрудников и владела дочерней компанией в Великобритании.
В 1926 году начала производство экспериментальных автомобилей дочерняя компания SKF — Volvo, созданная топ-менеджерами SKF (полностью независимая с 1935 года).
Во время Второй мировой войны компания SKF срывала поставки подшипников для «Кёртис-Райт авиэйшн корпорейшн», производившей двигатели для американских ВВС, в то же время поставляя гигантские партии подшипников (более 600000 штук ежегодно) для нацистских клиентов через Южную Америку.

## Деятельность
Деятельность SKF концентрируется в области производства подшипников качения, узлов вращения, уплотнений и создания инженерных решений в этой области. Компании принадлежит более 140 производственных предприятий в 32 странах.
В 2014 году в ЕС SKF была уличена в картельном сговоре вместе с шестью другими компаниями производителями шарикоподшипников.

### В России и Украине
Деятельность компании в России представлена дочерней компанией ЗАО СКФ, имеющей подразделения в Москве, Санкт-Петербурге, Екатеринбурге, Красноярске и Череповце, инженерным центром «Фабрика решений SKF» (Москва) и открытым в 2010 году новым заводом в Тверской области по производству железнодорожных буксовых подшипниковых узлов ООО «СКФ Тверь». SKF входит в число лидеров поставщиков подшипников в Россию.
Деятельность компании на Украине представлена главным офисом представительства в Киеве и филиалом представительства в Донецке, двумя инженерными бюро — в Краматорске и Мариуполе, а в Луцке находится подшипниковый завод «СКФ Україна».
В 2022 году SKF заявила об остановке работы своего завода в России, а также прекратила поставки подшипников.